# Anhypotrix tristis
Anhypotrix tristis là một loài bướm đêm thuộc họ Noctuidae. Nó được tìm thấy ở miền đông Arizona và miền bắc New Mexico phía nam đến Sierra Madre Occidental đến bang Durango ở México.
Chiều dài cánh trước là 15–18 mm và Sải cánh khoảng 30 mm. Con trưởng thành bay ở nơi sinh sống rừng lá kim từ đầu tháng 5 cho đến đầu tháng 8.